# Боргоне Суза
Борго̀не Су̀за (на италиански: Borgone Susa; на пиемонтски: Borgon, Боргон, на окситански: Burgun, Бургун, на френски: Bourgon, Бургон) е село и община в Метрополен град Торино, регион Пиемонт. Северна Италия. Разположено е на 394 m надморска височина. Към 1 януари 2020 г. населението на общината е 2210 души, от които 129 са чужди граждани.